# Tuixent - La Vansa
Tuixent - La Vansa est une station de ski de fond des Pyrénées espagnoles située en Catalogne, en bordure du Parc naturel de Cadi-Moixero.